# Bafia (miasto)
Bafia – miasto w Kamerunie, w Regionie Centralnym, stolica departamentu Mbam-et-Inoubou. Liczy około 72,1 tys. mieszkańców, należących głównie do ludów Bafia i Yambassa.
Przez miasto przebiega Droga Krajowa nr 4. W mieście znajduje się lokalne lotnisko.